# Sapna (Čaglin)
Sapna je naselje u Republici Hrvatskoj u Požeško-slavonskoj županiji, u sastavu općine Čaglin.

## Zemljopis
Sapna je smještena oko 5 km istočno od Čaglina, susjedna sela su Darkovac na zapadu, Sibokovac na istoku i Kneževac na jugu.

## Stanovništvo
Prema popisu stanovništva iz 2001. godine Sapna je imala 90 stanovnika, dok je prema popis stanovništva iz 1991. godine imala 139 stanovnika.
| broj stanovnika | 191   | 213   | 176   | 198   | 261   | 302   | 322   | 354   | 237   | 255   | 241   | 220   | 180   | 139   | 90    | 77    | 62    |
|                 | 1857. | 1869. | 1880. | 1890. | 1900. | 1910. | 1921. | 1931. | 1948. | 1953. | 1961. | 1971. | 1981. | 1991. | 2001. | 2011. | 2021. |